# Santa Maria de Su
Santa Maria de Su és l'església parroquial del nucli de Su que forma part de l'Inventari del Patrimoni Arquitectònic Català de Riner (Solsonès). A tocar de l'església hi trobem la Rectoria de Su que també forma part de l'inventari de patrimoni català.

## Descripció

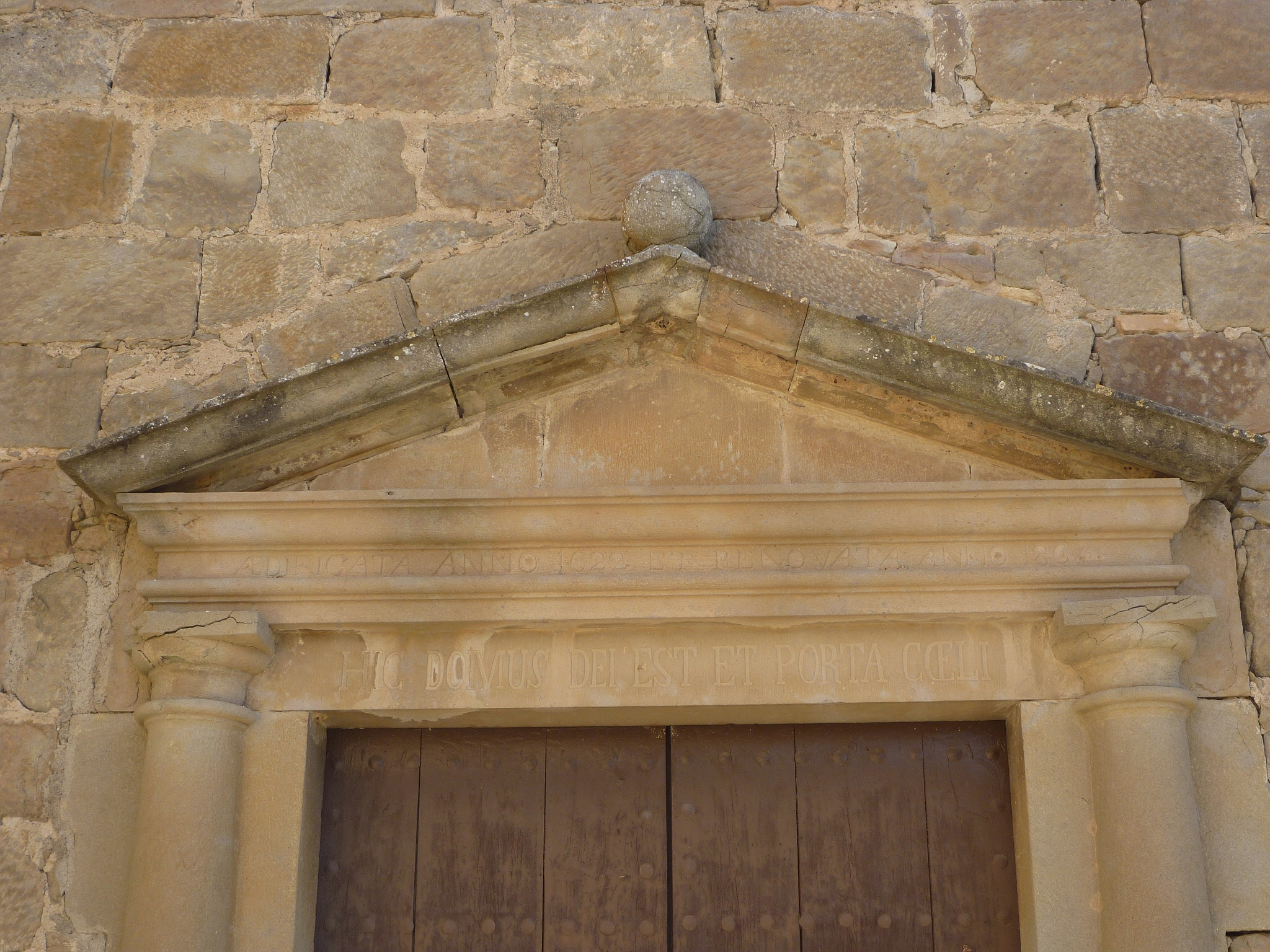
Frontó

Església de grans proporcions d'estil classicista. És d'una sola nau amb dues naus laterals adossades posteriorment. No té absis. El tipus de construcció és a base de pedres més o menys regulars en filades. El campanar és en forma de torre, de gran alçada, dividit en tres cossos: en el cos superior hi ha quatre obertures, una a cada paret, d'arc semicircular i sense decoració; al capdamunt hi ha una balustrada de pedra. Sortint de cada una de les cantonades, quatre mitjos arcs ogivals. La façana és senzilla, amb una porta rectangular, flanquejada per semicolumnes que aguanten un entaulament amb un frontó triangular sense decoració. Damunt de la porta hi ha un ull de bou.

### Notícies històriques
L'església de Su està edificada damunt la primitiva que és molt antiga, que havia estat cedida el 1123 a la Canònica de Solsona per Ponç Hug de Cervera, donació ratificada l'any 1192. L'actual església no ofereix cap particularitat especial. Entorn d'ella, es troben les cases que formen el petit nucli de Su.